# Редитељ
Редитељ или режисер (од фр. régisseur, од лат. regere – управљати, водити) је ауторска личност и стручњак који води и координира стваралачки и технички процес реализације уметничког дела у сценским уметностима (позориште, опера, балет), на филму, телевизији, радију и другим медијима. Редитељ је одговоран за уметничку визију и целокупно обликовање дела, тумачећи изворни материјал (сценарио, драмски текст, либрето, партитуру) и усмеравајући рад свих учесника у пројекту.

## Улога и одговорности
Улога редитеља је кључна у стваралачком процесу и обухвата широк спектар одговорности које варирају у зависности од медија и врсте пројекта. Неке од основних одговорности укључују:
- Интерпретација изворног материјала: Анализа и уметничко тумачење сценарија, драмског текста, либрета или партитуре.
- Развој редитељског концепта: Стварање јединствене уметничке визије и стила за дело.
- Рад са глумцима и извођачима: Одабир (кастинг) глумаца/извођача, вођење проба, усмеравање глумачке игре и интерпретације ликова.
- Сарадња са ауторским тимом: Блиска сарадња са сценаристима, драматурзима, сценографима, костимографима, композиторима, директорима фотографије (на филму и ТВ), дизајнерима светла и звука, и другим сарадницима.
- Вођење продукције: Организација и координација свих фаза реализације пројекта, од припрема (претпродукција), преко снимања или извођења (продукција), до завршних радова (постпродукција – монтажа, обрада звука, специјални ефекти, итд.).[2]
- Доношење коначних уметничких одлука: Редитељ има коначну реч у већини уметничких аспеката дела.

Много је путева до постајања филмског режисера. Неки филмски режисери започели су као сценаристи, кинематографи, продуценти, монтажери филма или глумци. Остали филмски редитељи похађали су филмску школу. Директори користе различите приступе. Неки дају општи план и допусте глумцима да импровизују дијалог, док други контролишу сваки аспект и захтевају да глумци и екипа тачно следе упутства. Неки режисери такође пишу властите сценарије или сарађују на сценаријима са дугогодишњим писањем партнера. Неки режисери уређују или се појављују у својим филмовима, или компонују музичку партитуру за своје филмове.

## Врсте редитеља
У зависности од медија и области у којој стварају, редитељи се могу поделити на неколико основних врста:
- Позоришни редитељ: Реализује позоришне представе на основу драмских текстова или других предложака. Ради са глумцима, сценографима, костимографима и другим позоришним сарадницима на стварању сценског дела.
- Филмски редитељ: Креативно води процес снимања филма, од рада на сценарију, преко одабира глумаца и локација, вођења филмске екипе током снимања, до надгледања монтаже и постпродукције.
- Телевизијски редитељ: Режира телевизијске програме, који могу укључивати ТВ драме, серије, документарне емисије, забавне програме, преносе уживо, итд. Рад телевизијског редитеља може бити специфичан у зависности од тога да ли се ради о једнокамерном или вишекамерном систему снимања.
- Оперски редитељ: Поставља оперске представе, тумачећи либрето и партитуру у сарадњи са диригентом, певачима, хором, оркестром, сценографима и костимографима.
- Радио редитељ (редитељ звука): Ствара радиофонска дела (радио-драме, документарне емисије, радио-игре) користећи звук, говор, музику и звучне ефекте.

Постоје и редитељи специјализовани за друге форме, попут редитеља луткарских представа, музичких спотова, рекламних спотова, итд.

## Образовање и вештине
Образовање за професију редитеља најчешће се стиче на факултетима или академијама драмских, односно сценских уметности, где постоје посебни одсеци за позоришну, филмску, телевизијску или радио режију. У Србији, такво образовање пружају, између осталих, Факултет драмских уметности Универзитета уметности у Београду и Академија уметности Универзитета у Новом Саду.
Поред формалног образовања, за успешног редитеља неопходне су и бројне вештине и особине:
- Изражена уметничка визија и креативност.
- Способност тумачења и анализе текста/сценарија.
- Лидерске и организационе способности.
- Одличне комуникационе вештине и способност за тимски рад.
- Познавање драматургије, глуме, визуелних уметности, музике.
- Техничко познавање специфичности медија у којем ради (филмска техника, позоришна сцена, телевизијски студио).
- Стрпљење, посвећеност и способност доношења одлука под притиском.

## Историјски развој улоге редитеља
Улога редитеља какву познајемо данас није увек постојала у историји сценских уметности и филма. У античкој Грчкој, писац комада (нпр. Софокле, Еурипид) често је био и задужен за поставку дела на сцену и рад са хором и глумцима (тзв. didaskalos). У елизабетанском позоришту у Енглеској, вође глумачких трупа или главни глумци (actor-managers) често су преузимали организационе и уметничке аспекте представе.
Модерни концепт редитеља као централне ауторске личности, одговорне за целокупну уметничку концепцију и реализацију дела, почиње да се формира у другој половини 19. века и почетком 20. века. Појава личности као што су Георг II, војвода од Сакс-Мајнингена са својим реалистичким и детаљним сценским поставкама, Андре Антоан у Француској са својим Théâtre Libre, Константин Станиславски у Русији са Московским художественим театром и развојем система глуме, као и теоретичари и практичари попут Едварда Гордона Крега и Макса Рајнхарта, значајно су допринели успостављању редитеља као кључног уметничког творца.
Према закону Европске уније, редитељ је аутор филма, што није правило у многим светским кинематографијама.
У кинематографији, улога редитеља се развијала паралелно са развојем филмског језика, од пионира филма до комплексних ауторских фигура у каснијим периодима.